# Ядерна енергетика Португалії
Ядерна енергетика в Португалії дуже обмежена і суворо некомерційна. Португалія має один дослідницький реактор потужністю 1 МВт, розташований у Національному центрі ядерних досліджень у Сакавені, який перебуває в стані постійної зупинки. Подальша діяльність в атомній енергетиці найближчим часом не планується. Інша ядерна діяльність включає такі медичні застосування, як радіологія, радіотерапія та ядерна медицина, а також використання промислових радіоактивних джерел.
У 1971 році Португалія планувала побудувати атомну електростанцію потужністю 8000 МВт, яку планували завершити до 2000 року. Плани були відкладені до 1995 року, коли було вирішено не продовжувати реалізацію проєкту. У 2004 році уряд Португалії відхилив пропозицію переглянути своє рішення. Після Революції гвоздик, військового перевороту у квітні 1974 року, в результаті якого було повалено режим Нова Держава, проєкти будівництва атомних електростанцій були відкладені або відхилені урядом.
Наразі Португалія не має відпрацьованого палива. У вересні 2007 року активну зону португальського дослідницького реактора (RPI) було переведено з високозбагаченого на низькозбагачене паливо, весь збагачений уран, а також все відпрацьоване паливо було відправлено до Сполучених Штатів у рамках програми «Іноземні дослідження США». Програма прийому відпрацьованого ядерного палива реакторів». Рідкі стоки, що утворюються в ІРВ, а також стоки медичних установ зберігаються на місці, а потім скидаються відповідно до національного законодавства. Тверді радіоактивні відходи та утилізовані закриті джерела централізовано зберігаються в державному проміжному сховищі радіоактивних відходів.